# Djimi Traoré
Djimi Traoré (ur. 1 marca 1980 w Saint-Ouen-sur-Seine) – malijski piłkarz grający na pozycji obrońcy.

## Kariera klubowa
Kiedy Gérard Houllier sprowadzał go z drugoligowego francuskiego zespołu Laval, był jednym z najbardziej pożądanych graczy młodego pokolenia. W swoim składzie widziały go takie zespoły jak Paris Saint-Germain, A.C. Milan, AC Parma czy S.S. Lazio. Sprowadzono go w lutym 1999 roku za 500 tysięcy funtów a Houllier powiedział o nim: „To zawodnik z ogromnym potencjałem i możliwościami na przyszłość”.
Traoré od razu stał się wiodącą postacią w zespole rezerw Liverpool i był kapitanem tej drużyny kiedy zdobywali Mistrzostwo Północnej Anglii drużyn rezerwowych. W pierwszym zespole zadebiutował zaś w wyjazdowym meczu Pucharu Ligi przeciwko Hull City na Boothferry Park. Zagrał także w rewanżu na Anfield Road we wrześniu 1999 roku.
Na początku sezonu 00/01 otrzymał swoją szansę gry w pierwszym zespole, lecz pozycja lewego obrońcy nie odpowiadała mu i nie mógł zaprezentować pełni swoich umiejętności. W kolejnym sezonie został wypożyczony do RC Lens, gdzie grał wspólnie z przyszłym zawodnikiem The Reds, El Hadjim Dioufem. Wrócił znacznie silniejszy psychicznie i przygotowany na otrzymanie drugiej szansy. Kiedy kontuzji doznał Stéphane Henchoz, znowu zaczął grać na swojej nominalnej pozycji środkowego obrońcy. Mimo niezłej gry nie znalazł uznania w oczach Gérarda Houlliera i sezon 03/04 spędził w większości w zespole rezerw.
Po przyjściu do klubu Rafaela Beníteza, Traoré znowu zaczął grać na lewej obronie. Tym razem jednak spisywał się bardzo dobrze. Poprzednio grając na skrzydle czuł się niepewnie, jednak Benitez dał mu szansę. Po kontuzji, której doznał w czasie przedsezonowych przygotowań, stał się podstawowym zawodnikiem drużyny z Anfield Road. Zagrał między innymi w finale Ligi Mistrzów w Stambule.
Przed rozpoczęciem sezonu 04/05 zainteresował się nim Everton, lecz szkoleniowiec The Reds nie zgodził się na transfer. Z zawodnikiem podpisano nowy, czteroletni kontrakt.
Kontuzja w sezonie 05/06 spowodowała, że nie występował już tak często w pierwszej drużynie. Ponadto o miejsce w składzie musiał rywalizować z Johnem Arne Riise oraz Stephenem Warnockiem. Wkrótce zdecydował się odejść z Liverpoolu i przenieść się do londyńskiego Charlton Athletic. Następnie, w roku 2007 podpisał kontrakt z Portsmouth. W trakcie gry w tym klubie był wypożyczony do francuskiego Stade Rennais. Od lutego do czerwca 2009 roku przebywał na wypożyczeniu w Birmingham City, niestety kontuzja pozwoliła mu jedynie na trzy występy w barwach tego klubu. Po zakończeniu sezonu przeszedł na zasadzie wolnego transferu do AS Monaco.
Do Marsylii trafił z AS Monaco 17 sierpnia 2011 roku. Po sezonie odszedł z klubu. 23 lutego 2013 roku podpisał kontrakt z amerykańskim klubem Seattle Sounders.
| Sezon   | Klub                    | Kraj              | Rozgrywki      | Mecze | Bramki | Rozgrywki Europy                    | Mecze | Bramki |
| ------- | ----------------------- | ----------------- | -------------- | ----- | ------ | ----------------------------------- | ----- | ------ |
| 1997/98 | Stade Lavallois         | Francja           | Division 2     | 1     | 0      | –                                   | –     | –      |
| 1998/99 | Stade Lavallois         | Francja           | Division 2     | 4     | 0      | –                                   | –     | –      |
| 1999/00 | Liverpool F.C.          | Anglia            | Premier League | 0     | 0      | –                                   | –     | –      |
| 2000/01 | Liverpool F.C.          | Anglia            | Premier League | 8     | 0      | Liga Europy UEFA                    | 3     | 0      |
| 2001/02 | Liverpool F.C.          | Anglia            | Premier League | 0     | 0      | Liga Mistrzów UEFA                  | 1     | 0      |
| 2001/02 | RC Lens (wyp.)          | Francja           | Division 1     | 19    | 0      | –                                   | –     | –      |
| 2002/03 | Liverpool F.C.          | Anglia            | Premier League | 32    | 0      | Liga Mistrzów UEFA Liga Europy UEFA | 5 6   | 0      |
| 2003/04 | Liverpool F.C.          | Anglia            | Premier League | 7     | 0      | Liga Europy UEFA                    | 2     | 1      |
| 2004/05 | Liverpool F.C.          | Anglia            | Premier League | 26    | 0      | Liga Mistrzów UEFA                  | 10    | 0      |
| 2005/06 | Liverpool F.C.          | Anglia            | Premier League | 15    | 0      | Liga Mistrzów UEFA                  | 5     | 0      |
| 2006/07 | Charlton Athletic       | Anglia            | Premier League | 11    | 0      | –                                   | –     | –      |
| 2006/07 | Portsmouth FC           | Anglia            | Premier League | 10    | 0      | –                                   | –     | –      |
| 2007/08 | Portsmouth FC           | Francja           | Premier League | 3     | 0      | –                                   | –     | –      |
| 2007/08 | Stade Rennais FC (wyp.) | Francja           | Ligue 1        | 15    | 0      | –                                   | –     | –      |
| 2008/09 | Portsmouth FC           | Anglia            | Premier League | 0     | 0      | –                                   | –     | –      |
| 2008/09 | Birmingham City         | Anglia            | Championship   | 3     | 0      | –                                   | –     | –      |
| 2009/10 | AS Monaco               | Francja           | Ligue 1        | 29    | 0      | –                                   | –     | –      |
| 2010/11 | AS Monaco               | Francja           | Ligue 1        | 7     | 0      | –                                   | –     | –      |
| 2011/12 | Olympique Marsylia      | Francja           | Ligue 1        | 11    | 0      | Liga Mistrzów UEFA                  | 3     | 0      |
| 2013    | Seattle Sounders FC     | Stany Zjednoczone | MLS            | 27    | 1      | –                                   | –     | –      |
| 2014    | Seattle Sounders FC     | Stany Zjednoczone | MLS            | 15    | 0      | –                                   | –     | –      |

## Sukcesy
- 2005: Zwycięstwo w Lidze Mistrzów
- 2005: Zwycięstwo w Superpucharze Europy
- 2006: Zwycięstwo w Pucharze Anglii